# 朝山利綱
朝山 利綱（あさやま としつな）は、戦国時代の武将。尼子経久の家臣。朝山重綱の養子。

## 経歴
出雲国八束郡佐太城主。もと白川伯王家の白川富秀次男とする説もある。
大永3年（1523年）6月、出雲大社の会祭礼を尼子経久に報告した。